# Сейсмічна станція
Сейсмічна станція  (рос. сейсмическая станция, англ. seismic station; нім. Seismometerstation, Erdbebenwarte, Erdbebenstation, seismische Station) — станція, на якій відбуваються спостереження за сейсмічними поясами. Всі сейсмічні пояси обладнані дорогим та надійним обладнанням.
У залежності від завдань, які вирішуються, С.с. поділяються на опорні і регіональні. Опорні С.с. призначені для реєстрації сейсміч. сигналів в осн. на епіцентральних відстанях понад 2000 км. Регіональні С.с. використовуються для реєстрації близьких землетрусів з епіцентральними відстанями до 2000 км.
Кожних 30 секунд до кожної із сейсмічних станцій надходить інформація про стан коливань на сейсмічних поясах.
Всього в Україні працюють 37 сейсмічних станцій. Першою в Україні була відкрита сейсмічна станція «Львів» у 1899 році.  У 1911 р. з’явилася С.с. в м.Макіївці (при Макіївській рятувальній станції – тепер Макіївський НДІ по безпеці робіт в гірничій промисловості), в кінці XX ст. в Україні працювало 10 стаціонарних сейсмічних станцій. Цифрова сейсмічна станція "Київ" організована у 1994 році і входить до складу Глобальної сейсмічної мережі.